# San Procopio
San Procopio község (comune) Calabria régiójában, Reggio Calabria megyében.

## Fekvése
A megye központi részén fekszik. Határai: Cosoleto, Melicuccà, Oppido Mamertina, Sant’Eufemia d’Aspromonte, Seminara és Sinopoli.

## Története
A település eredetére vonatkozóan nem léteznek pontos adatok. Első írásos említése a 14. századból származik. Korabeli épületeinek nagy része az 1783-as calabriai földrengésben elpusztult. A 19. században nyerte el önállóságát, amikor a Nápolyi Királyságban felszámolták a feudalizmust.

## Népessége
A népesség számának alakulása:

## Főbb látnivalói
- Madonna degli Afflitti-templom
- Madonna del Rosario-templom